# Villas Fontana IV Fraccionamiento
Villas Fontana IV Fraccionamiento är en ort i Mexiko.   Den ligger i kommunen Corregidora och delstaten Querétaro Arteaga, i den centrala delen av landet, 180 km nordväst om huvudstaden Mexico City. Villas Fontana IV Fraccionamiento ligger 1 894 meter över havet och antalet invånare är 326.
Terrängen runt Villas Fontana IV Fraccionamiento är kuperad åt sydost, men åt nordväst är den platt. Runt Villas Fontana IV Fraccionamiento är det ganska tätbefolkat, med 104 invånare per kvadratkilometer. Närmaste större samhälle är Santiago de Querétaro, 6,5 km norr om Villas Fontana IV Fraccionamiento. Omgivningarna runt Villas Fontana IV Fraccionamiento är en mosaik av jordbruksmark och naturlig växtlighet.